# Gueorgui Kaminski
Gueorgui Kaminski (en russe : Георгий Каминский) est un champion russe de voltige aérienne en planeur.

Il a été champion du monde de voltige en vol à voile en 2005, 2007 et 2009.